# Versenyzői piac
A versenyzői piac (szabadversenyes piac, tökéletes verseny) a piacok olyan formája, amelyre az alábbi két feltétel teljesül:
1. Tökéletes piac, azaz jellemző rá:
  - a javak homogenitása, vagyis az egyes jószágegységek között nincsenek minőségbeli különbségek;
  - tökéletes információ (más szóval transzparencia, átláthatóság), amelynek lényege, hogy a piac minden szereplője – eladók és vevők – tisztában van az összes, a piacon jelen lévő információval;
  - racionális piaci szereplők, akik az összes rendelkezésükre álló információ figyelembevételével hasznosságuk maximalizálására törekszenek;
  - nincsenek időbeli és helyi különbségek (ha vannak, akkor már nem egy piacról beszélünk);
  - a szereplők azonnali reakciója követ minden piaci változást.
2. Az eladók között verseny van, nincs együttműködés, bár a piacon kialakult egyensúlyi árat mindannyian elfogadják.

A versenyzői piac két okból kiemelten fontos a közgazdászok számára: egyrészt az ilyen piacok mikroökonómiai elemzése meglehetősen egyszerű; másrészt pedig egyedül a tökéletes verseny biztosítja minden esetben a csere paretói értelemben vett hatékonyságát.
Mivel a versenyzői piac csupán egy közgazdasági modellnek tekinthető, a valóságban ilyen piacok nem léteznek. Tökéletes versenyhez közeli piacok kialakulhatnak ott, ahol az eladók és a vevők száma is nagy. Ellenkező esetben ugyanis a legnagyobb eladó(k), illetve vevő(k) képessé válnak arra, hogy ellenőrzésük alá vonják a piacot, annak működését saját érdekeik alá rendeljék – így elvész a piac versenyző jellege. Ilyen, a modellhez közel álló piac például a tőzsde.
A versenyzői piacok jellemzőivel Léon Walras francia közgazdász foglalkozott elsőként.